# 톰 벌레인

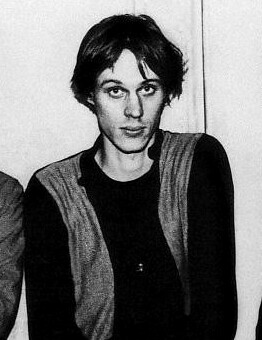
1977년 모습

톰 벌레인(Tom Verlaine, 본명: 토머스 조셉 밀러(Thomas Joseph Miller, 1949년 12월 13일 ~ 2023년 1월 28일)은 미국의 가수, 기타리스트, 작곡가로, 뉴욕시 록 밴드 텔레비전 (밴드)의 프런트맨으로 가장 잘 알려져 있다.

## 사망
벌레인은 2023년 1월 28일 73세의 나이로 뉴욕시에서 사망했다. 그의 전 텔레비전 밴드 동료인 리처드 로이드에 따르면 벌레인은 전립선암으로 꽤 오랫동안 아파했다. 이 암은 전이되었다. 텔레비전은 빌리 아이돌의 유럽 투어 오프닝을 요청받았지만 벌레인의 의사는 그가 그렇게 할 만큼 건강이 좋지 않다고 말했다.

## 음반

### 텔레비전 밴드 활동
- Marquee Moon
- Adventure (텔레비전의 음반)
- Television (텔레비전의 음반)

### 솔로 음반
- Tom Verlaine (1979)
- Dreamtime (1981)
- Words from the Front (1982)
- Cover (1984)
- Flash Light (1987)
- The Wonder (1990)
- Warm and Cool (1992, reissued in 2005)
- The Miller's Tale: A Tom Verlaine Anthology (1996)
- Songs and Other Things (2006)
- Around (2006)